# Zygomyia flaviventris
Zygomyia flaviventris är en tvåvingeart som beskrevs av Johannes Winnertz 1863. Zygomyia flaviventris ingår i släktet Zygomyia och familjen svampmyggor. Inga underarter finns listade i Catalogue of Life.